# Rudolf Musi
Rudolf Musi, hrvaški general, * 19. april 1919, † 11. oktober 1970.

## Življenjepis
Med vojno je bil med drugim načelnik štaba 13. proletarske brigade »Rade Končar«.
Po vojni je bil načelnik oddelka v armadi, načelnik oddelka in uprave SSNO,...